# Saiva
Saiva es un género de insectos hemípteros de la familia Fulgoridae. Son insectos coloridos, con marcados diseños en rojo, azul, blanco y negro, con una especie de cuerno en la cabeza que apunta hacia arriba y adelante.  Se encuentran en la India, desde Indo-China a Borneo.
Un análisis filogenético molecular sugiere que este género es el taxón hermano de Pyrops y juntos forman la tribu Pyropsini.

## Especies
- Saiva bullata (Distant, 1891)
- Saiva cardinalis (Butler, 1874)
- Saiva coccinea (Walker, 1858)
- Saiva formosana Kato, 1929
- Saiva gemmata (Westwood, 1848)
- Saiva guttulata (Westwood, 1842)
- Saiva insularis (Kirby, 1891)
- Saiva karimbujangi Chew Kea Foo & Porion, 2007
- Saiva nodata Distant, 1906
- Saiva phesamensis Ollenbach, 1928
- Saiva pyrrhochlora (Butler, 1874)
- Saiva semiannulus (Walker, 1858)
- Saiva transversolineata (Baker, 1925)